# Интерпресскон
Интерпресско́н — конвент писателей и любителей фантастики. Проводится с 1990 года (в 1990 году — под названием «Фэнзинкон»).

## Место и время проведения
Интерпресскон проводится в различных пансионатах и домах отдыха в окрестностях С.-Петербурга, на берегу Финского залива. Обычно конвент проходит с четверга по воскресенье во вторую неделю мая. Однако, по разным причинам, в последние годы это правило нарушалось.

## Премии
- «Бронзовая улитка» — вручается по решению Бориса Натановича Стругацкого. Представляет собой бронзовую скульптуру улитки, ползущей по склону. Присуждается по четырём обязательным разделам (номинациям):
  - лучшее произведение крупной формы;
  - лучшее произведение средней формы;
  - лучшее произведение малой формы;
  - лучшая работа в области критики, публицистики и литературоведения, посвященная фантастике.
- «Интерпресскон» — представляет собой каменный куб на подставке, напоминающей манипулятор фантастического робота. Приз присуждается по следующим номинациям:
  - крупная форма
  - средняя форма
  - малая форма
  - сверхкороткий рассказ
  - критика, публицистика, литературоведение
  - издательство года
  - художник (обложка)
  - художник (иллюстрации)
  - дебют
- «Полдень» — ежегодная литературная премия, учреждённая в 2006 году редакцией альманаха «Полдень. XXI век» и издательским домом «Вокруг света». Награждаются авторы альманаха «Полдень, XXI век» в двух номинациях: «художественная проза» и «критика и публицистика».
- «Беляевская премия» — присуждается за достижения в области научно-популярной и научно-художественной (просветительской) литературы.

## Традиционные мероприятия
- Концертная программа с участием рок-звезд
- Литературные студии Святослава Логинова, Евгения Лукина и Андрея Лазарчука
- Установка переходящего памятника
- «Праздник корюшки»
- Мероприятия группы «мертвяки»
- Банкет

## История
Первый Фэнзинкон прошёл в феврале 1990 года в Ленинградском дворце молодёжи. В официальных документах он значился как «Первый всесоюзный семинар по научно-фантастической прессе». С 1991 года конвент проходит под названием «Интерпресскон».
В 2008 году Интерпресскон проходил с 15 по 18 мая 2008 года в Москве совместно с Росконом в рамках Еврокона. Это первый случай, когда Еврокон проходил в России.
В 2009 году Интерпресскон проходил с 30 апреля по 3 мая 2009 года в пансионате Восток-6 (Смолячково) в рамках Балткона. Кроме привычных для Интерпресскона премий впервые была вручена премия Балткона. Это первый случай, когда Балткон проходил в России.
В 2010 году Интерпресскон проходил с 6 по 9 мая 2010 года в пансионате Морской прибой (Зеленогорск).
В 2011 году Интерпресскон проходил с 6 по 9 мая 2011 года в пансионате Морской прибой.
В 2012 году Интерпресскон проходил с 6 по 9 мая 2012 года в пансионате Морской прибой.
В 2013 году Интерпресскон проходил с 8 по 11 мая 2013 года в пансионате Северная Ривьера (Зеленогорск).
В 2019 году Интерпресскон проходил с 9 по 12 мая в пансионате «Театральный», п. Молодежное Курортного района Санкт-Петербурга.
В 2021 году Интерпресскон планируется  с 7 по 10 мая в пансионате «Театральный», пос. Молодежное Курортного района Санкт-Петербурга.

## Оргкомитет ИПК-2012
- Борис Стругацкий — почетный председатель
- Александр Сидорович — председатель
- Татьяна Тихонова — заместитель председателя по административным вопросам
- Вадим Казаков — председатель номинационной комиссии
- Светлана Бондаренко
- Василий Владимирский
- Владислав Гончаров
- Андрей Ермолаев
- Сергей Шилов — заместитель председателя по организационным вопросам
- Святослав Логинов
- Александр Олексенко
- Николай Романецкий
- Алексей Черняк
- Юрий Леухин
- Иван Сенников
- Игорь Авильченко
- Илья Суханов